# Kapkazy (Wiącka)
Kapkazy – przysiółek wsi Wiącka w Polsce, położony w województwie świętokrzyskim, w powiecie kieleckim, w gminie Bodzentyn.
W latach 1975–1998 przysiółek administracyjnie należał do województwa kieleckiego.

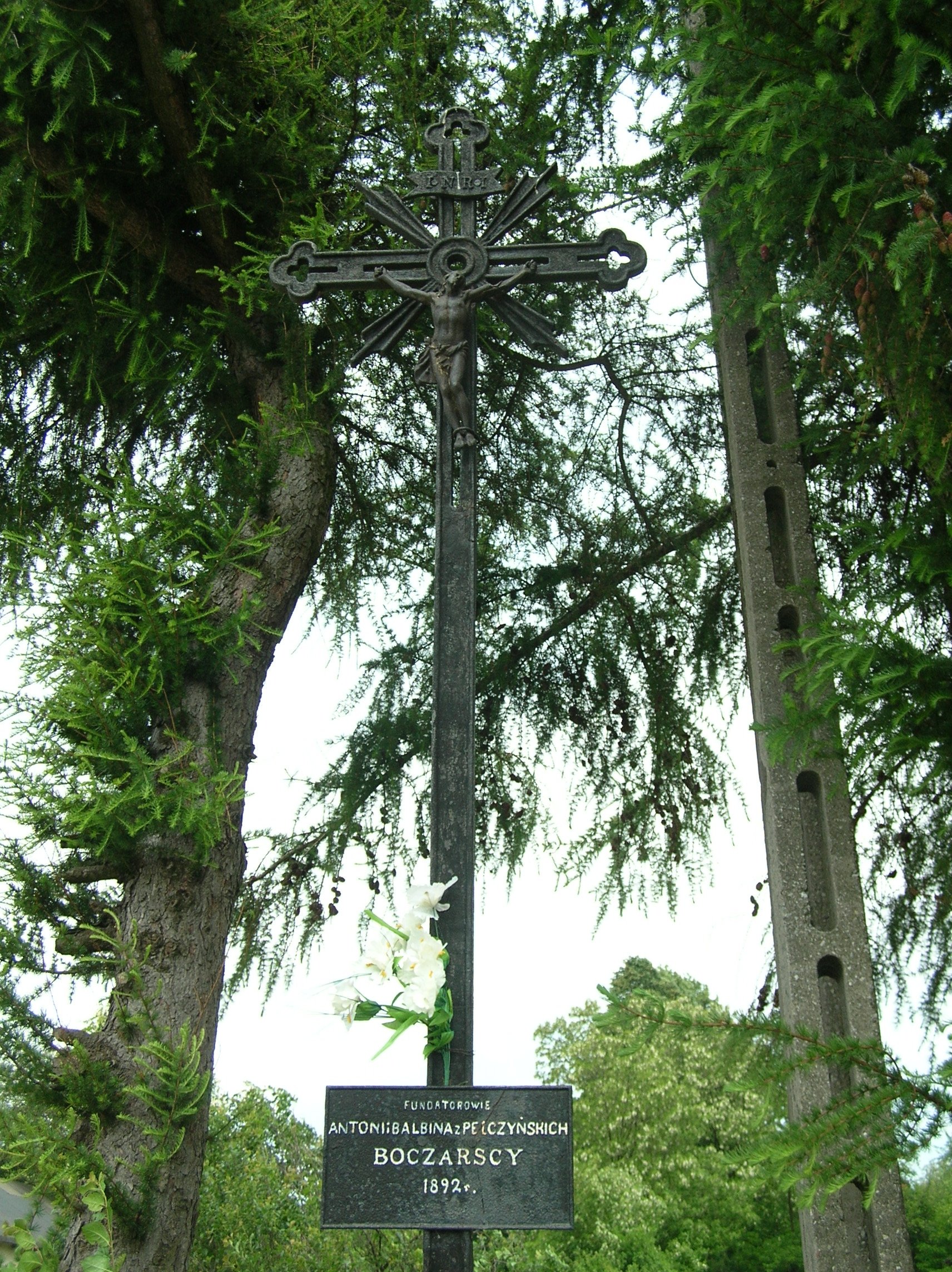
Żeliwny krzyż przydrożny z 1892 w Kapkazach

We wsi przydrożny krzyż żeliwny z 1892 i kilka chat drewnianych. Od nazwy wsi nazwano dolnodewońską formację kapkazką.